# Alexander Andrejewitsch Bessmertnych
Alexander Andrejewitsch Bessmertnych (russisch Александр Андреевич Бессмертных; * 15. September 1986 in Berjosowski, Oblast Kemerowo, Russische SFSR, Sowjetunion) ist ein russischer Skilangläufer.

## Werdegang
Von 2007 bis 2010 nahm Bessmertnych vorwiegend am Eastern-Europe-Cup teil. Bei den U23-Weltmeisterschaften 2009 in Praz de Lys gewann er Silber im 30-km-Skiathlonrennen und Bronze über 15 km Freistil. Seinen ersten Start im Skilanglauf-Weltcup hatte er im März 2009 in Lahti. Über 15 km Freistil belegte er den 29. Platz und holte damit auch seine ersten Weltcuppunkte. Die Saison 2010/11 begann für ihn im Eastern-Europe-Cup. Er nahm an der Tour de Ski teil, den er mit dem 25. Platz abschloss. Er beendete die Saison im Eastern-Europe-Cup, den er mit dem dritten Platz in der Gesamtwertung abschloss. Bei der russischen Skilanglaufmeisterschaften 2011 in Rybinsk holte er Silber über 15 km klassisch.
In der Saison 2011/12 konnte Bessmertnych im Weltcup nur Platzierungen im Mittelfeld belegen, sein bestes Ergebnis war ein 14. Platz. Die Tour de Ski beendete er auf den 25. Rang. Nach einigen erfolgreichen Wettbewerben beim Eastern-Europe-Cup begann für ihn die folgende Weltcup-Saison bei der Tour de Ski, die er auf den 20. Platz abschloss. In La Clusaz erreichte er mit dem zweiten Platz seinen ersten Podestplatz im Weltcup. Bei den nordischen Skiweltmeisterschaften 2013 im Val di Fiemme erreichte er den 23. Platz über 50 km klassisch. Er gewann bei den russischen Skilanglaufmeisterschaften Gold über 50 km klassisch.
Zu Beginn der Saison 2013/14 holte Bessmertnych in Lillehammer seinen ersten Weltcupsieg mit der Staffel. Bei den Olympischen Winterspielen 2014 in Sotschi belegte er den siebten Rang über 15 km klassisch und holte Silber mit der Staffel. Anfang November 2017 wurde dem russischen Team wegen des Dopings von Alexander Legkow die Medaille aberkannt. Zum Beginn der Saison 2014/15 erreichte er den 61. Platz bei der Nordic Opening in Lillehammer. Die Tour de Ski 2015 beendete er auf dem 18. Platz. Bei den nordischen Skiweltmeisterschaften 2015 in Falun kam er auf den zehnten Platz im 50-km-Massenstartrennen und den vierten Rang mit der Staffel. Nach Platz 29 bei der Nordic Opening in Ruka zu Beginn der Saison 2015/16, belegte beim Alpencup in Prémanon die Plätze zwei und eins über 15 km und errang beim Weltcup in Toblach den zweiten Platz über 15 km klassisch. Die Tour de Ski 2016 beendete er auf dem 24. Platz. Im Februar 2016 wurde er beim Weltcup in Falun Zweiter über 10 km klassisch. Zum Saisonende kam er bei der Ski Tour Canada auf den 13. Platz und erreichte den 19. Platz im Gesamtweltcup und den zehnten Rang im Distanzweltcup. In der Saison 2016/17 kam er auf den 28. Platz bei der Weltcup-Minitour in Lillehammer und auf den 13. Rang bei der Tour de Ski 2016/17. Beim Saisonhöhepunkt den nordischen Skiweltmeisterschaften 2017 in Lahti gewann er die Silbermedaille mit der Staffel. Zudem errang er den 17. Platz im Skiathlon und den vierten Platz über 15 km klassisch. Im März 2017 wurde er im 50-km-Massenstartrennen in Oslo Dritter und belegte beim Weltcup-Finale in Québec den 14. Platz. Dabei gelang ihn bei der Massenstartetappe über 15 km der dritte Platz. Die Saison beendete er auf dem 15. Platz im Gesamtweltcup und auf dem 11. Rang im Distanzweltcup.
Nach Platz zwei über 15 km klassisch und Rang eins über 10 km Freistil beim Eastern-Europe-Cup in Werschina Tjoi, zu Beginn der Saison 2018/19, siegte Bessmertnych über 30 km klassisch beim Eastern-Europe-Cup in Krasnogorsk und errang den 33. Platz bei der Tour de Ski 2018/19. Es folgte Platz eins mit der Staffel in Ulricehamn und Rang drei über 15 km klassisch beim Weltcup in Cogne und zum Saisonende den 46. Platz im Gesamtweltcup. Bei den Skiweltmeisterschaften 2019 in Seefeld in Tirol gewann er jeweils die Silbermedaille mit der Staffel und über 15 Kilometer in der klassischen Technik hinter dem Norweger Martin Johnsrud Sundby.

## Erfolge

### Weltcupsiege im Team
| Nr. | Datum            | Ort         | Disziplin            |
| --- | ---------------- | ----------- | -------------------- |
| 1.  | 8. Dezember 2013 | Lillehammer | 4 × 7,5 km Staffel 1 |
| 2.  | 27. Januar 2019  | Ulricehamn  | 4 × 7,5 km Staffel 2 |

### Siege bei Continental-Cup-Rennen
| Nr. | Datum             | Ort            | Disziplin       | Serie              |
| --- | ----------------- | -------------- | --------------- | ------------------ |
| 1.  | 24. November 2010 | Werschina Tjoi | 15 km klassisch | Eastern Europe Cup |
| 2.  | 24. November 2012 | Werschina Tjoi | 15 km klassisch | Eastern Europe Cup |
| 3.  | 28. Dezember 2014 | Krasnogorsk    | 30 km klassisch | Eastern Europe Cup |
| 4.  | 13. Dezember 2015 | Prémanon       | 15 km klassisch | Alpencup           |
| 5.  | 23. November 2018 | Werschina Tjoi | 10 km Freistil  | Eastern Europe Cup |
| 6.  | 26. Dezember 2018 | Krasnogorsk    | 30 km klassisch | Eastern Europe Cup |

## Teilnahmen an Weltmeisterschaften und Olympischen Winterspielen

### Olympische Spiele
- 2014 Sotschi: 2. Platz Staffel, 7. Platz 15 km klassisch

### Nordische Skiweltmeisterschaften
- 2013 Val di Fiemme: 23. Platz 50 km klassisch Massenstart
- 2015 Falun: 4. Platz Staffel, 10. Platz 50 km klassisch Massenstart
- 2017 Lahti: 2. Platz Staffel, 4. Platz 15 km klassisch, 17. Platz 30 km Skiathlon
- 2019 Seefeld in Tirol: 2. Platz Staffel, 2. Platz 15 km klassisch

## Platzierungen im Weltcup

### Weltcup-Statistik
Die Tabelle zeigt die erreichten Platzierungen im Einzelnen.
- 1.–3. Platz: Anzahl der Podiumsplatzierungen
- Top 10: Anzahl der Platzierungen unter den ersten zehn
- Punkteränge: Anzahl der Platzierungen innerhalb der Punkteränge
- Starts: Anzahl gelaufener Rennen in der jeweiligen Disziplin
- Hinweis: Bei den Distanzrennen erfolgt die Einordnung gemäß FIS.

| Platzierung               | Distanzrennen a | Distanzrennen a | Distanzrennen a | Distanzrennen a | Distanzrennen a | Skiathlon Verfolgung | Sprint | Etappen- rennen b | Gesamt | Team   | Team    |
| Platzierung               | ≤ 5 km          | ≤ 10 km         | ≤ 15 km         | ≤ 30 km         | > 30 km         | Skiathlon Verfolgung | Sprint | Etappen- rennen b | Gesamt | Sprint | Staffel |
| ------------------------- | --------------- | --------------- | --------------- | --------------- | --------------- | -------------------- | ------ | ----------------- | ------ | ------ | ------- |
| 1. Platz                  |                 |                 |                 |                 |                 |                      |        |                   |        |        | 2       |
| 2. Platz                  |                 | 1               | 2               |                 |                 |                      |        |                   | 3      |        |         |
| 3. Platz                  |                 |                 | 2               |                 | 1               |                      |        |                   | 3      |        | 1       |
| Top 10                    | 1               | 3               | 13              | 2               | 1               | 5                    |        | 1                 | 26     |        | 7       |
| Punkteränge               | 4               | 6               | 35              | 3               | 5               | 31                   | 5      | 12                | 101    |        | 7       |
| Starts                    | 7               | 10              | 41              | 3               | 7               | 47                   | 26     | 18                | 159    |        | 7       |
| Stand: Saisonende 2021/22 |                 |                 |                 |                 |                 |                      |        |                   |        |        |         |

### Weltcup-Gesamtplatzierungen
| Saison  | Gesamt | Gesamt | Distanz | Distanz | Sprint | Sprint |
| Saison  | Punkte | Platz  | Punkte  | Platz   | Punkte | Platz  |
| ------- | ------ | ------ | ------- | ------- | ------ | ------ |
| 2008/09 | 2      | 178.   | 2       | 112.    | –      | –      |
| 2009/10 | –      | –      | –       | –       | –      | –      |
| 2010/11 | 78     | 70.    | 54      | 47.     | –      | –      |
| 2011/12 | 148    | 55.    | 120     | 39.     | 4      | 95.    |
| 2012/13 | 282    | 30.    | 238     | 17.     | –      | –      |
| 2013/14 | 155    | 49.    | 91      | 37.     | 12     | 80.    |
| 2014/15 | 257    | 28.    | 205     | 20.     | –      | –      |
| 2015/16 | 490    | 19.    | 362     | 18.     | 16     | 69.    |
| 2016/17 | 512    | 15.    | 375     | 11.     | 15     | 62.    |
| 2017/18 | 177    | 37.    | 139     | 27.     | –      | –      |
| 2018/19 | 139    | 46.    | 139     | 27.     | –      | –      |
| 2019/20 | 88     | 60.    | 88      | 40.     | –      | –      |
| 2021/22 | 2      | 157.   | 2       | 95.     | –      | –      |